# تقارن آینه (نظریه ریسمان)
در هندسه جبری و فیزیک نظری، تقارن آینه رابطه ای بین اشیاء هندسی به نام خمینه کالابی-یائو است. این اصطلاح به وضعیتی گفته می‌شود که دو خمینه کالابی-یائو از نظر هندسی بسیار متفاوت به نظر می‌رسند اما با این وجود وقتی به عنوان ابعاد اضافی نظریه رشته استفاده می‌شوند معادل هستند.

## نمای کلی

### رشته‌ها و فشرده سازی

اشیاء بنیادین نظریه ریسمان‌ها، مدل‌های ریسمان‌های باز و بسته می‌باشد.

در فیزیک، نظریه ریسمان یک چارچوب نظری فراهم می‌آورد که در آن ذرات نقطه ای فیزیک ذرات با اشیاء یک بعدی به نام ریسمان‌ها جایگزین شده‌اند. این رشته‌ها مانند بخش‌های کوچک یا حلقه‌های رشته معمولی به نظر می‌رسند. این نظریه به توصیف این می‌پردازد که چگونه ریسمان‌ها در فضا منتشر شده و با هم دیگر برهمکنش می‌کنند. در مقیاس‌های بزرگتر از ابعاد ریسمان‌ها، ریسمان‌ها شبیه ذرات نقطه ای هستند، که جرم، بار، و دیگر خواص آن توسط وضعیت ارتعاشی آن ریسمان مشخص می‌شود. تقسیم و نوترکیبی رشته‌ها با انتشار و جذب ذرات مطابقت دارد و باعث برهم کنش بین ذرات می‌شود. در نظریه ریسمان، یکی از حالت‌های متعدد ارتعاشی متناظر با گراویتون است، ذره ای در مکانیک کوانتومی که نیروی گرانش را حمل می‌کند؛ لذا نظریه ریسمان به نوعی نظریه گرانشی کوانتوم هم می‌باشد.
تفاوتهای قابل توجهی بین جهان توصیف شده توسط نظریه ریسمان و دنیای روزمره وجود دارد. در زندگی روزمره، سه بعد آشنا از فضا (بالا / پایین، چپ / راست و رو به جلو / عقب) وجود دارد و یک بعد از زمان (پیشتر/ پس از) وجود دارد؛ بنابراین، به زبان فیزیک مدرن، فرد می‌گوید فاصله زمانی چهار بعدی است.
یکی از ویژگیهای جالب نظریه ریسمان این است که برای استحکام ریاضی خود به ابعاد اضافی فضایی بیشتر از زمان نیاز دارد. در نظریه ابرریسمان، نسخه دیگر نظریه ریسمان که شامل یک ایده نظری به نام ابرتقارن است، علاوه بر این چهار بعد اضافی از زمان فضایی علاوه بر چهار مورد که از تجربه روزمره نیز آشنا هستند وجود دارد.
فشرده سازی به معنی تغییر یک نظریه نسبت به یکی از ابعاد فضازمانی آن است. به جای داشتن نظریه ای که در آن این بعد نامتناهی است، می‌توان نظریه را به گونه ای تغییر داد که در آن این بعد طول متناهی داشته باشد و همچنین می‌تواند متناوب باشد. فشرده سازی نقش مهمی در نظریه میدان گرمایی که زمان را فشرده می‌کند، در نظریه ریسمان که ابعاد اضافی نظریه فشرده سازی می‌شوند و در فیزیک حالت جامد یک یا دو بعدی که سیستم محدود به یک بعد فضایی است، بازی می‌کند. در نقطه حدی که اندازه بعد فشرده شده به صفر میل می‌کند، هیچ میدانی به این بعد اضافی بستگی نخواهد داشت و نظریه دچار کاهش بعد می‌شود.

## خمینه کالابی-یائو

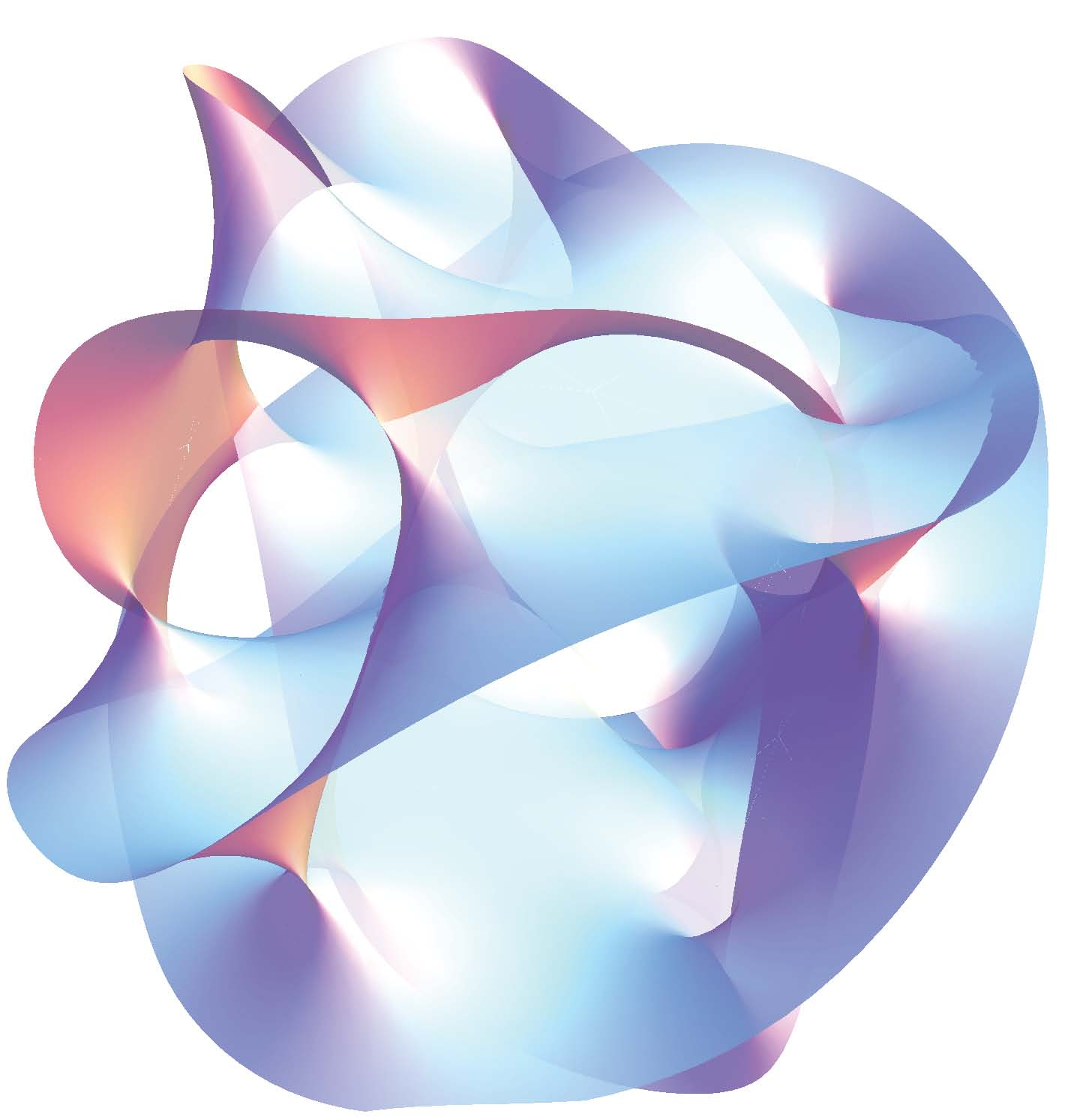
بخشی از یک سه-خم کالابی-یائو درجه پنج (تصویر سه بعدی)

خمینه کالابی-یائو که با نام فضای کالابی-یائو نیز شناخته می‌شود، نوع خاصی از خمینه هاست که در برخی از شاخه‌های ریاضیات مانند هندسه جبری توصیف می‌شود. برخی ویژگی‌های این خمینه مانند تختی ریچی باعث می‌شوند که در فیزیک هم کاربرد داشته باشد. به ویژه در مورد نظریه ابرریسمان گمان می‌رود که بعدهای اضافی فضا شکل یک خمینه ۶ بعدی کالابی یائو را می‌گیرند که منجر به ایده تقارن آینه ای گشت.

## تاریخچه
ایده تقارن آینه به اواسط دهه ۱۹۸۰ بر می‌گردد.

## کابردها
- هندسه فراگیر (Enumerative geometry)
- فیزیک نظری

## رویکردها
- تقارن آینه هومیولوژیک (Homological mirror symmetry)
- گمان استرامینجر-یائو-زاسلو (SYZ conjecture)